# Tramvajová doprava v Taganrogu

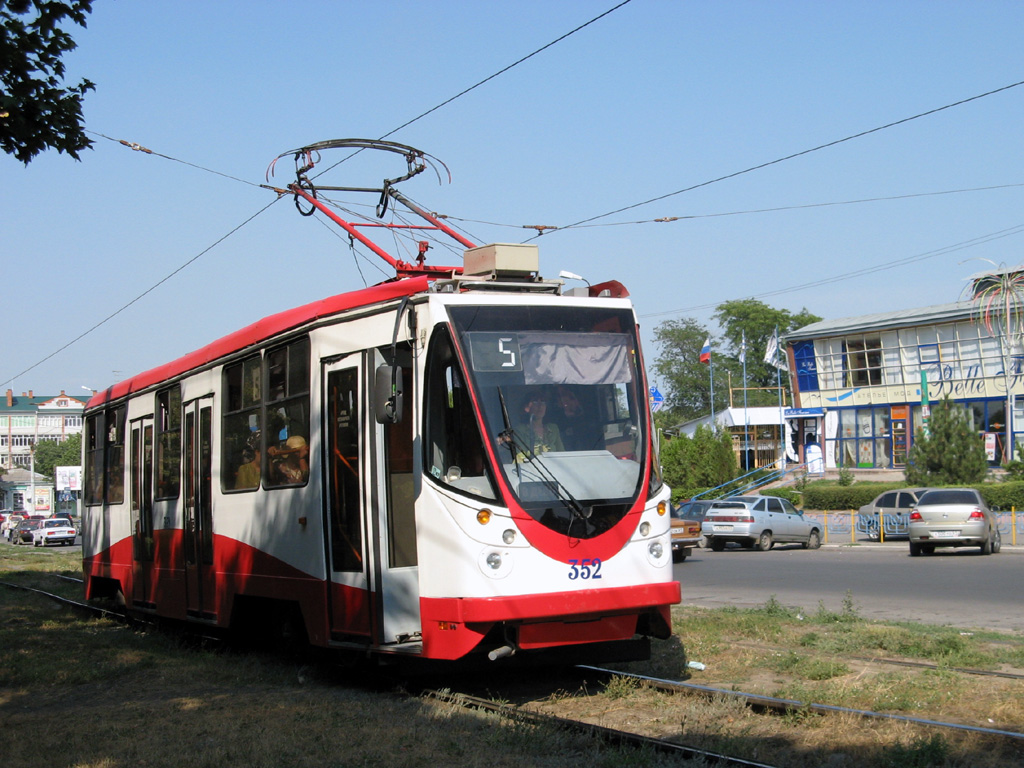
Jedna ze dvou nejnovějších taganrožských tramvají

Taganrog, město v jižním Rusku u hranic s Ukrajinou, obsluhuje tramvajová síť. 
První tramvaj vyjela s cestujícími 7. listopadu 1932; jezdilo se po 12 km dlouhém úseku, který spojoval centrum města, novější rajóny a letecký závod. Z počátku však sloužily pouze čtyři tramvaje, jejich provozovatelem byl zdejší metalurgický závod.
Během 70 let se tramvaje staly páteřním druhem dopravy ve městě. Do provozu bývá nasazováno okolo 80 tramvají, vesměs typů KTM-5 a modernějších KTM-8, vypravované jsou z jedné vozovny. V prosinci 2006 se vozový park rozrostl o dva nové vozy typu LM-99 v modifikaci AEN. Na rok 2007 se plánuje nákup dalších čtyř nových tramvají. Poslední rozsáhlé dodávky se totiž uskutečnily v roce 1992 a mezitím tramvaje značně zastaraly. Bude se jednat o vozy typů KTM-19 a LM-99.